# Die Silicon Valley Story
Die Silicon Valley Story ist ein biografischer Fernsehfilm von Martyn Burke aus dem Jahr 1999, basierend auf dem Buch Fire in the Valley: Making of the Personal Computer von Paul Freiberger und Michael Swaine. Er beschreibt die Entwicklung der Heimcomputer und Personal Computer in Bezug auf die Rivalität zwischen Apple Inc. und Microsoft.
Die Geschichte des Films beginnt in den frühen 1970er Jahren. Er endet mit dem Machtkampf zwischen Steve Jobs und John Sculley und Jobs’ anschließender Trennung von Apple.

## Handlung
Der Film wird aus der Sicht von Steve Wozniak und Steve Ballmer erzählt. Er beginnt mit dem Dreh des bekannten Apple-Werbespots "1984" unter der Regie von Ridley Scott, folgend einer Vorausblende einer Apple-Pressekonferenz im Jahr 1997, bei der Steve Jobs eine Zusammenarbeit mit seinem größten Rivalen Bill Gates ankündigt.
Danach fängt die eigentliche Geschichte im Jahr 1971 an. Steve Jobs und Steve Wozniak verkaufen ihre Blue Box, ein Gerät, mit dem man (illegal) kostenfrei telefonieren kann. Nebenher entwickelt Steve Wozniak einen Computer, von dem Jobs zunächst überhaupt nichts hält.
Anschließend wird die Geschichte von Bill Gates, Paul Allen und Steve Ballmer erzählt, die an der Harvard University studieren und für den Altair 8800 von MITS einen BASIC-Interpreter schreiben.
In abwechselnden Blenden wird im weiteren Verlauf des Films der Aufstieg beider Firmen beschrieben. Bei Apple der Bau des Apple I und Apple II, bei Microsoft die Entwicklung des BASIC und den Coup mit ihrem MS-DOS.
Ein Hauptthema bleiben dabei die Spannungen zwischen Bill Gates und Steve Jobs, wie zum Beispiel der Streit um die Entwicklung der grafischen Benutzeroberfläche, obwohl diese nicht von einer der beiden Firmen, sondern von Xerox entwickelt wurde.
Der Film endet dort, wo er auch angefangen hat: bei der Bekanntgabe der Zusammenarbeit zwischen Microsoft und Apple auf einer Pressekonferenz 1997.

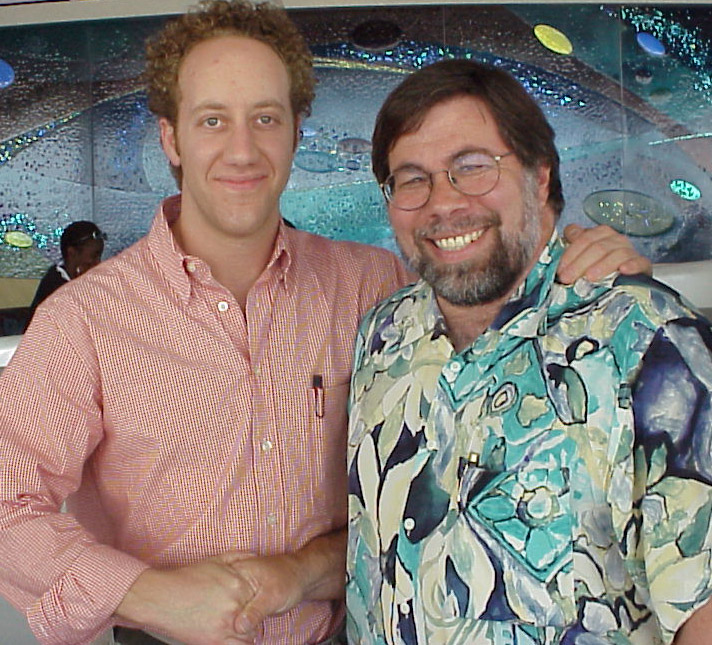
Joey Slotnick und Steve Wozniak

## Sonstiges
Bei der Einführungsansprache der Macworld Expo New York City im Juli 1999 trat zunächst Noah Wyle auf und gab sich als Steve Jobs aus. Im weiteren Verlauf der Veranstaltung trat dann erst Steve Jobs selbst in Erscheinung.
Mit der im Film dargestellten Computermesse, auf der Apple seinen ersten Auftritt hatte, ist die The First West Coast Computer Faire im April 1977 in San Francisco gemeint, zu ihrer Zeit die weltgrößte Computermesse. Neben Apple und MITS sind im Film auch Stände von Firmen wie Cromemco, Heathkit, Dynabyte und Vector Graphic zu sehen, die ebenfalls tatsächlich Aussteller auf der Messe waren. Insgesamt hatte die Messe rund 180 Aussteller und zog 12.000 Besucher an.
Der Beginn von Microsoft im Computergeschäft ist nicht akkurat dargestellt. Vor der Zusammenarbeit mit Apple beherrschte Microsoft den Markt für BASIC-basierte Betriebssysteme durch Microsoft BASIC, das an Hersteller von Heimcomputern lizenziert und an deren Systeme angepasst wurde, unter anderem als Commodore BASIC und AmigaBASIC. Im Film lizenzierte Microsoft sein BASIC ausschließlich an Altair und war von diesem abhängig.
Lisa Brennan-Jobs ist die Tochter von Chrisann Brennan und Steve Jobs. Im Film ist Arlene die Mutter.
Einige Star-Trek-Schauspieler treten im Film auf. Alexander Enberg spielt einen Fotografen, Kitty Swink eine PR-Managerin. J. G. Hertzler spielt Ridley Scott. Karl Wiedergott hatte Nebenrollen in Star Trek: Voyager und Star Trek: Enterprise, Paul Popovich in Star Trek: Deep Space Nine. In diesem Film sind sie als Apple-Ingenieure zu sehen.

## Auszeichnungen
- Nominiert für 5 Emmys (1999)[2]

## Musik
Der Film bedient sich von Titeln aus Classic Rock, Disco und New Wave der 1960er, 1970er und frühen 1980er.
- "Question" (1970) – Moody Blues
- "Isn't Life Strange" (1972) – Moody Blues
- "I Put a Spell on You" (1968) – Creedence Clearwater Revival
- "No Time" (1970) – The Guess Who
- "In-A-Gadda-Da-Vida" (1968) – Iron Butterfly
- "Get Down Tonight" (1975) – KC and the Sunshine Band
- "Synchronicity I" (1983) – The Police
- "Collage" (1969) – The James Gang
- "Gemini Dream" (1981) – Moody Blues
- "Burning Down the House" (1983) – Talking Heads
- "Everybody Wants to Rule the World" (1985) – Tears for Fears